# The Pride of the Fancy
The Pride of the Fancy é um filme mudo britânico dirigido por Richard Garrick e Albert Ward, com produção de G. B. Samuelson. Lançado em 1920, foi protagonizado por Rex Davis, Daisy Burrell e Tom Reynolds. Um drama, foi baseado num romance de George Edgar.

## Elenco
- Rex Davis – Phil Moran
- Daisy Burrell – Kitty Ruston
- Tom Reynolds – Professor Ruston
- Fred Morgan – Ireton
- Dorothy Fane – Hilda Douglas
- Wyndham Guise – Sir Rufus Douglas
- F. Pope-Stamper –  Oswald Gordon
- Kid Gordon – James Croon